# Устінов Іван Андрійович
Устінов Іван Андрійович (1826 — після 1890) — бібліограф, краєзнавець, журналіст, викладач стенографії.

## Життєпис
1844 року закінчив Рождественське повітове училище у Санкт-Петербурзі. Після цього він служив дрібним чиновником у різних департаментах: канцеляристом у Гоф-Інтендантській конторі, а з 1848 року в Департаменті державного казначейства. 1860 року він одержав чин колезького реєстратора, а 1863 року став помічником столоначальника департаменту окладних зборів при Міністерстві фінансів. 1867 року Устинова перевели в Міністерство юстиції.
Офіційна служба не дуже цікавила Устинова. Лише в 1860-ті роки Устинов знайшов своє справжнє життєве покликання. У цей час почала бурхливо розвиватися вітчизняна стенографія. Це було пов'язано, зокрема, з судовими реформами, що передбачали введення гласності в судочинстві. Для фіксації свідчень у судах потрібні були вправні стенографи. 1865 року в Петербурзі відкрилися перші курси стенографії М. Є. Торнау і П. М. Ольхина. Барон М. Є. Торнау, відомий юрист, разом з німецьким ученим Ю. Цейбіхом написав книгу «Русская стенография» (1863), засновану на системі німецького ученого Ф. К. Габельсбергера.
І. А. Устинов записався на курси Торнау в Шостій петербурзькій гімназії й опанував навички стенографування настільки успішно, що отримав право викладати стенографію. Спочатку І. А. Устинов працює на курсах у Петербурзі, а 1868 року як викладач стенографії на запрошення Харківського губернського земства переїздить до Харкова. Устинов працював в університеті, у третій гімназії та на стенографічних курсах, організованих земством. Перші безкоштовні курси стенографії були відкриті в приміщенні університету 3 січня 1868 року.
Як викладач стенографії Устинов користувався такою популярністю, що 1870 року навіть виїжджав для читання лекцій до Москви. Устинов видав декілька підручників по стенографії. Крім того, в 1870—1872 роках він випускав у Харкові перше спеціальне видання з питань стенографії — щомісячний «Стенографический листок», що виходив зі звичайним і стенографічним текстом. За свої заслуги в розвитку стенографії Устинов обрали дійсним членом Першого Празького стенографічного суспільства і членом-кореспондентом Дрезденського стенографічного інституту.
З 1873 року Устинов став редактором неофіційної частини «Харковских губернских ведомостей». За його редакторство газета стає щоденною (вперше в Росії). В ній публікується інформація про важливіші політичні та культурні події Росії і Європи. Тут же з'являються статті, замітки, повідомлення, присвячені Харкову та губернії. Устинов активно включається в суспільну діяльність, уважно стежить за театральним і музичним життям міста. Він знайомиться з місцевими пам'ятниками старовини, розмовляє із старожилами, вивчає історію краю. Водночас редактор ретельно збирає бібліографічні відомості про Харків, які потім увійшли до бібліографічного покажчика «Литература о Харковской губернии» (1886).
На сторінках газети з'являлися статті історичного і оглядового характеру, а також матеріали, присвячені розбору окремих спектаклів і ролей акторів. У статті «Харьковский драматический театр за последние 10 лет» («Харьковские губернские ведомости», 1877, 5–17 листопада) Устинов не тільки дає кількісний і якісний аналіз репертуару, але й наводить біографії та короткі характеристики акторів, що виступали на харківській сцені (М. Х. Рибакова, І. І. Лаврова (Барсукова), М. О. Потєхіна, Н. І. Новікова, П. О. Никитіна, Л. Самсонова, В. І. Виноградова, Ф. Ф. Козловської, Л. М. Шванн, Л. О. Дубровіної та ін.). Театрально-критичні статті І. А. Устинова свідчать про його вибагливий смак та вдумливий підхід до рецензування. Окрім «Харьковских губернских ведомостей», Устинов 1876 року був також співробітником журналу «Музыкальный свет» (друкував статті під псевдонімом Incognito). 1881 року вийшов «Путеводитель по Харькову» Устинова — книжка кишенькового формату, створена за принципом бедекера. У передмові автор вказує, що він користувався працями місцевого статистичного комітету, звітами державних і суспільних установ, довідками, отриманими від різних посадовців, а також архівами — міським і губернського правління. Путівник складався з декількох частин і містив, крім відомостей про клімат і місцеположення міста, дані про розділення міста на поліцейські ділянки, про державні, губернські і суспільні установи, про міське управління і судові органи, про кількість жителів, їх розділення за станом та віросповіданням, про забудову міста, промисловість, торгівлю, розвиток ремесел. Таким чином, Устинов зробив першу спробу створити цілісну, хоч і коротку, історію міста. Редагуючи газету, Устинов мріяв про створення бібліографічного покажчика «Литература о Харковской губернии». Складаючи його, Устинов працював в Петербурзі, в Публічній бібліотеці. Покажчик був завершений 1883 року. Це перший в Україні посібник загального характеру й одна з найкращих праць дореволюційної краєзнавчої бібліографії. В ньому в хронологічному порядку розміщені дослідження, матеріали і джерела з історії, археології, географії, етнографії, історії літератури, культури, міського господарства, добродійності та інших галузей Харківщини з 1705 по 1880 рік. Окремо подано статистичні матеріали про харківські ярмарки, а також список місцевих періодичних видань. Окрім книг, брошур, збірок до покажчика увійшли статті з місцевих і столичних газет та журналів, а також карти й плани. Видання частково анотовані. Видання містить 1743 бібліографічних записів, має іменний та предметний покажчики. На титульному листі покажчика значиться 1886 рік, але, за свідченням І. Корнейчика, насправді він вийшов тільки 1887 року.
Наприкінці 1879 року Устинова звільнили з посади редактора «Харковских губернских ведомостей». Залишившись без служби, Іван Андрійович якийсь час виконував різні редакційні роботи (редагування, стилістична обробка статей), готував до друку свій путівник по Харкову (1881). Устинов спочатку повернувся до державної служби. Декілька місяців він працював старшим помічником у канцелярії губернатора (січень-червень 1882 року), а потім пішов уходить у відставку «за сімейними обставинами». Потім він декілька років працює в провінції. З серпня 1885 по листопад 1890 року Устинов — податний інспектор у Глазівському повіті В'ятської губернії, а потім — в Юр'євецькому повіті Костромської губернії. 1890 року, дослужившись до чину надвірного радника, Устинов звільнився зі служби за станом здоров'я. Про подальшу його долю відомостей не знайдено.

## Праці
- Литература о Харьковской губернии: (библиогр. указ.). — Х.: Изд-во Харьк. Губ. стат. ком., 1886. — 238 с.
- Путеводитель по г. Харькову: Описание г. Харкова с приложением подробного плана города с сетью водопроводов и планов театров: оперного и драматического. — Х. : Тип.-литогр. И. В. Попова, 1881. — 350 с.
- Руководство к практическому изучению русской стенографии по системе Габельсбергера, приближенной к русскому языку. — Х. : Тип. губ. правл., 1869. — 94, 37 с.
- Руководство к практическому изучению русской стенографии. — 2-е изд., испр. и доп.– СПб.: Изд. П. Г. Мартынова, 1881. — 75 с.
- Харьков в начале нынешнего столетия (1798—1801): Ист.-стат. очерк // Харьковский календарь на 1886 год. — Х., 1885. — С.79–110.
- Харьковская старина: Материалы к истории основания Харьковского университета // Харьковские губернские ведомости. — 1878. — 21, 22, 24, 25 янв., 8, 9, 12, 18 февр. — Подпись: Харьковец.
- Харьковский драматический театр за последние 10 лет // Харьковские губернские ведомости. — 1877. — 5, 6, 8, 9, 11, 12, 17 нояб.